# Gustaf Hermansson
Per Frans Gustaf Hermansson, född 9 oktober 1864 i Katarina församling, Stockholm, död 3 mars 1931 i Högalids församling, Stockholm, var en svensk arkitekt.

## Utbildning
Hermansson utbildades till arkitekt vid Kungliga Tekniska högskolan och Konstakademien i Stockholm mellan åren 1882 och 1888. Efter studier flyttade han till Sundsvall, där han efter Sundsvallsbranden 1888 var verksam i stadens återuppbyggnad.

## Liv och verk

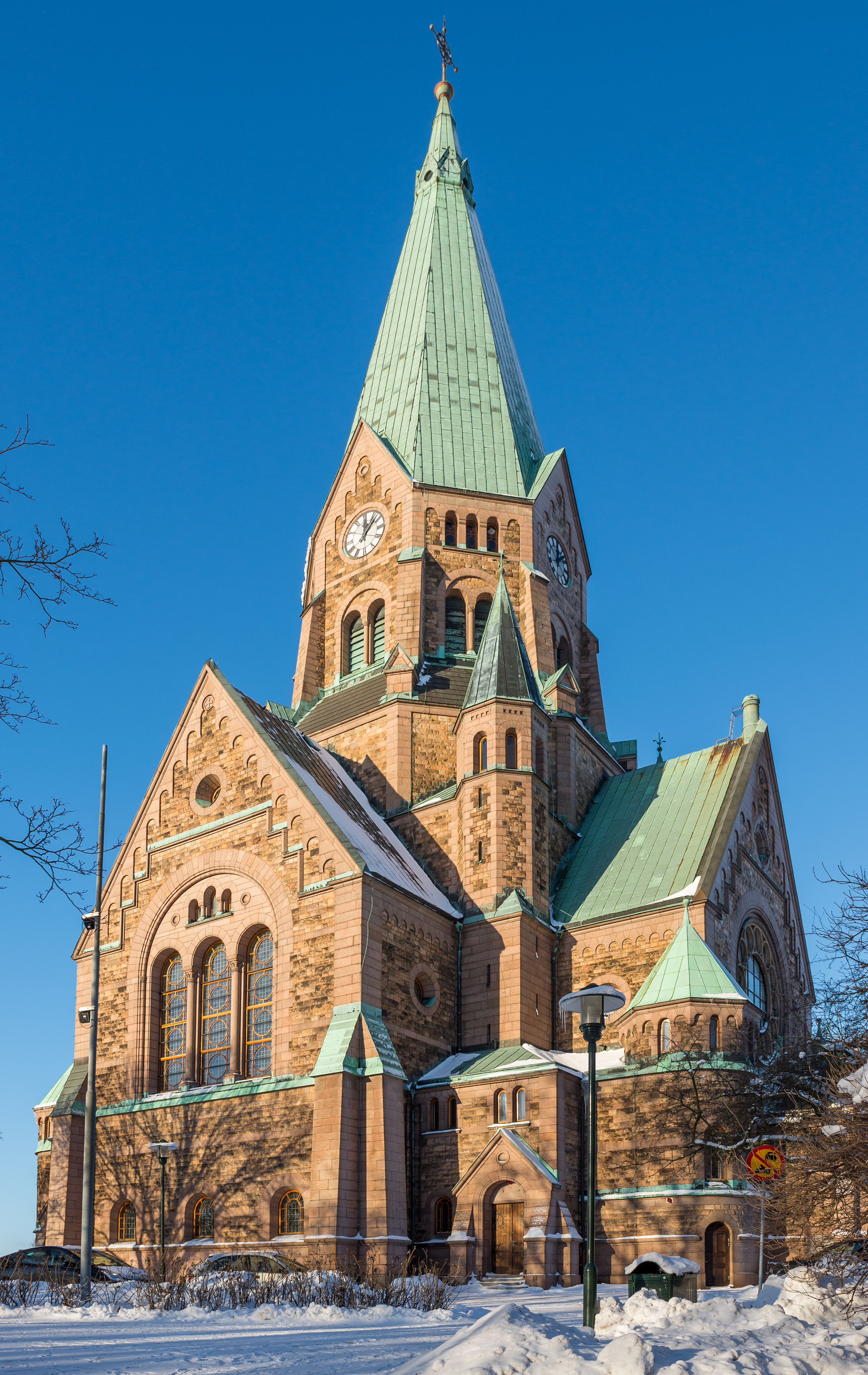
Sofia kyrka

I Sundsvall har han utfört ritningar till en mängd byggnader, såsom kyrka, sparbank, folkskola, flickskola och ett flertal privata hus. Från och med 1896 var han stadsarkitekt i Sundsvall. Från 1897 tjänstgjorde han vid Överintendentsämbetet (vilket 1918 ombildades till Byggnadsstyrelsen), tidvis som tillförordnad byggnadsråd.
Hans byggnader i tegel och natursten speglar stilistiskt den europeiska arkitekturutvecklingen från 1880-talet och framåt. Han anknyter till historiska stilar som nygotik och renässans, men även romansk byggnadskonst samt, efter 1900, stormaktstidens arkitektur. Jugendstilen förekommer lite, för att inte säga sparsamt, i hans i byggnader. Arkitekturstilen han företrädde gjorde att han tillhörde 1880-talsarkitekturens främsta fullföljare i Sverige. Men han var knappast en arkitekt som gick några egna vägar i sitt konstnärliga skapande. 
Efter 1900 kom han också, trots sina försök att följa de nya idealen i flera kraftfullt utformade profanbyggnader, att helt stå i skuggan av generationskamrater som Carl Westman, Ragnar Östberg och andra inom den så kallade nationalromantiska riktningen. De angrepp han fick utstå som en av företrädarna för den efter sekelskiftet förkättrade åttiotalsarkitekturen, liksom uteblivandet av mera spektakulära uppdrag, fördystrade starkt hans sista år.[källa behövs]
Han var gift med Sigrid Elisabeth Fjellström (1872–1926). De är begravda på Djursholms begravningsplats.

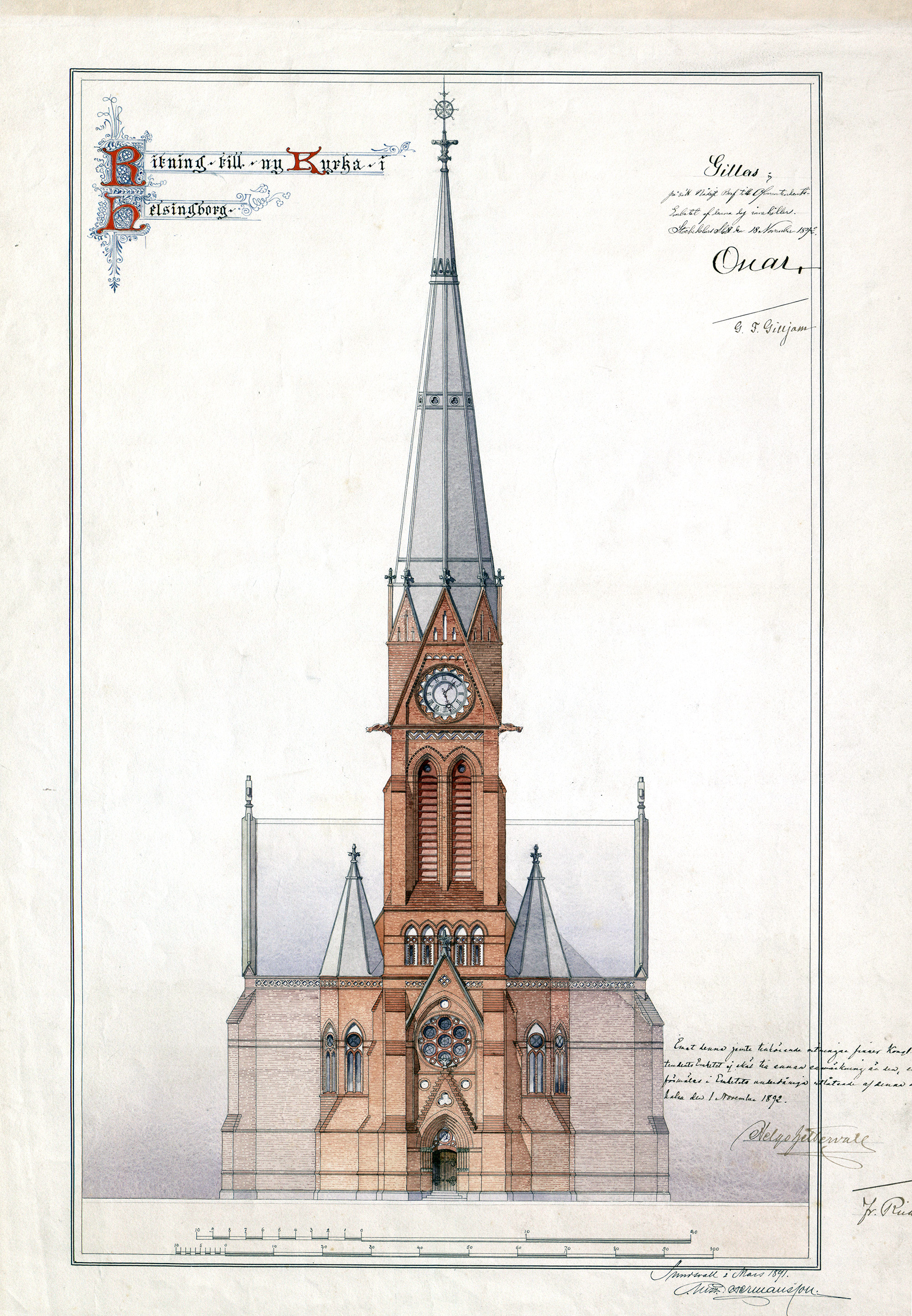
Gustaf Hermanssons ritning till Gustav Adolfs kyrka i Helsingborg 1891

## Byggnader i urval
- Gustav Adolfs kyrka, Sundsvall (1894)
- Asmundtorps kyrka (1895–1897)
- Gustav Adolfs kyrka, Helsingborg (1897)
- Mälarborgen, Stockholm (1889–1890)
- Ovikens nya kyrka (1903–1905)
- Oscarskyrkan i Stockholm (1903)
- Arvidsjaurs kyrka (1903)
- Sofia kyrka i Stockholm (1906)
- Örnsköldsviks rådhus (1907)
- Grotte 7 ("Prinsvillan"), Djursholm (1907–1908)
- Fällfors kyrka (1912–1913)
- Telehuset i Östersund (1912)

Därtill en hel del kyrkorestaureringar samt en rad statliga, kommunala och privata byggnader av olika typer som seminarier, affärs- och bostadshus, villor och arbetarbostäder.

## Bilder

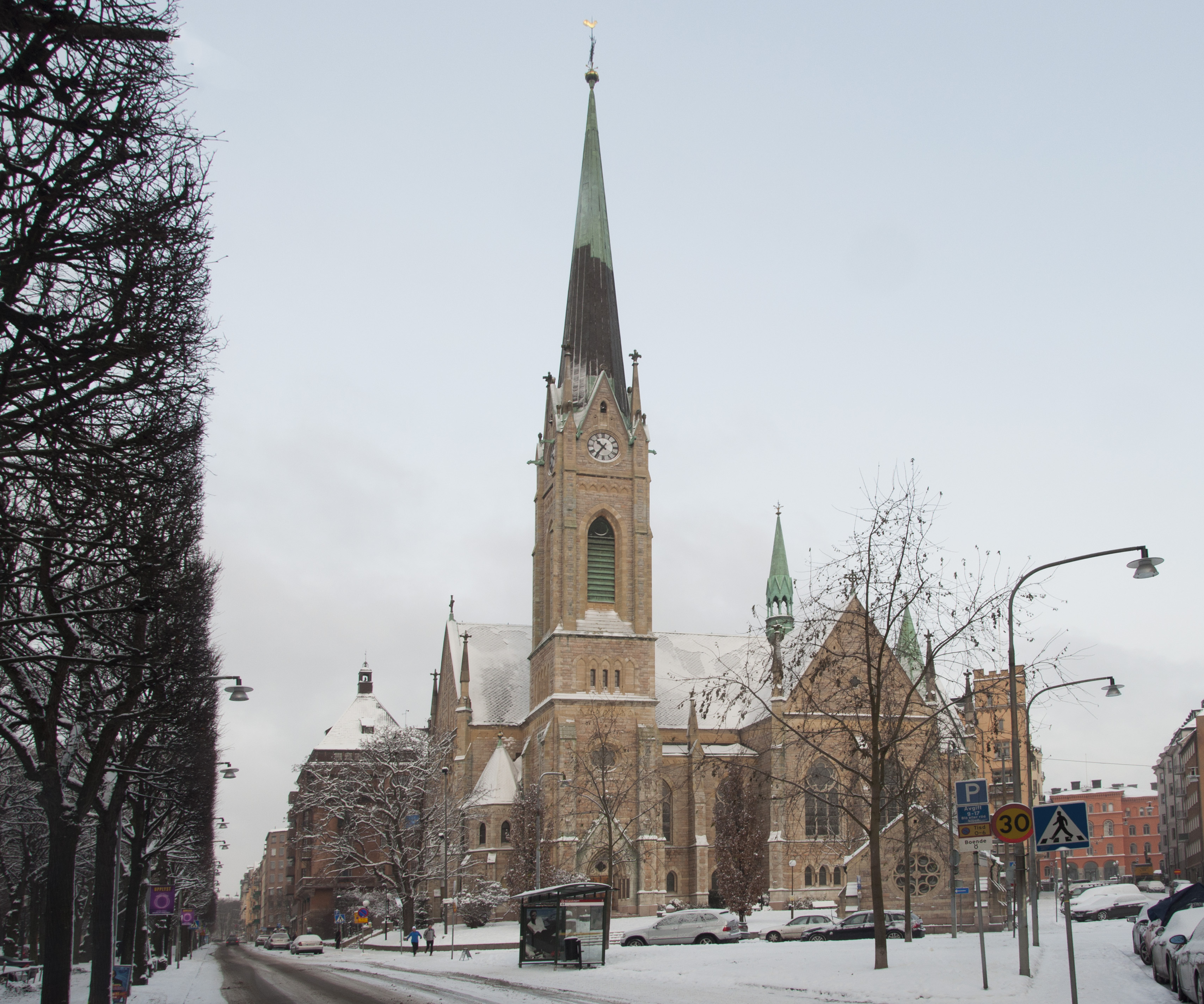
Oscarskyrkan
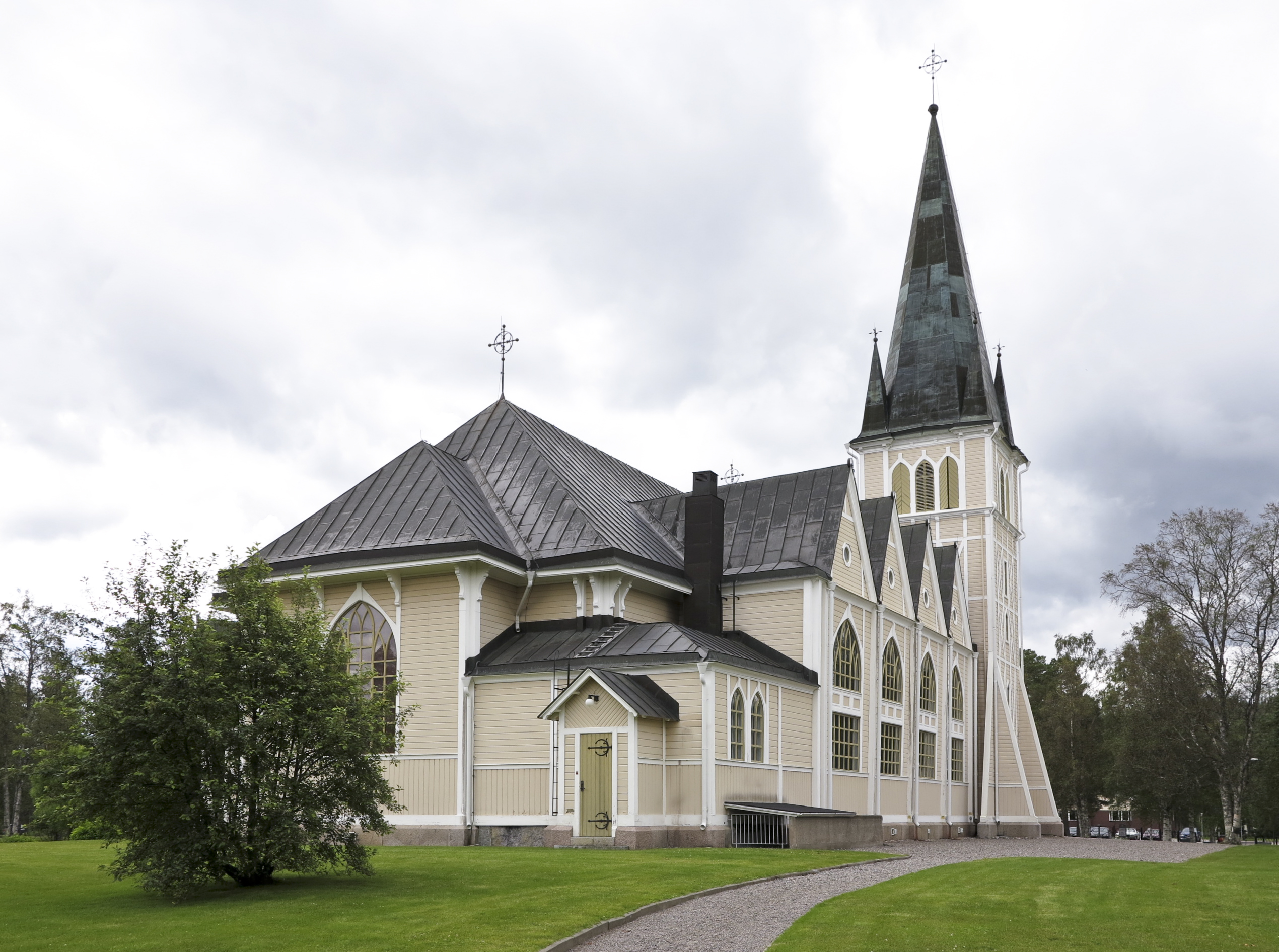
Arvidsjaurs kyrka
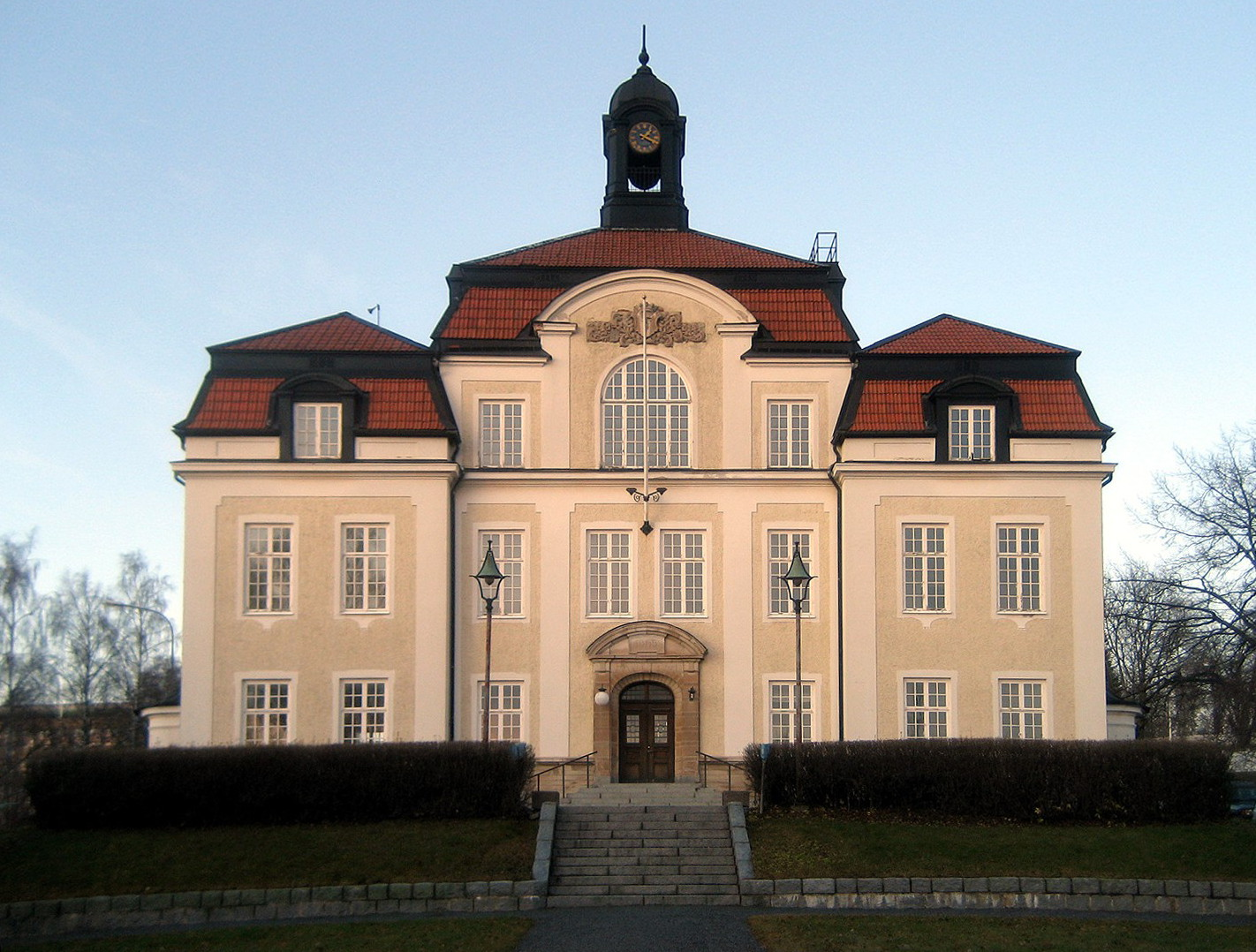
Örnsköldsviks rådhus
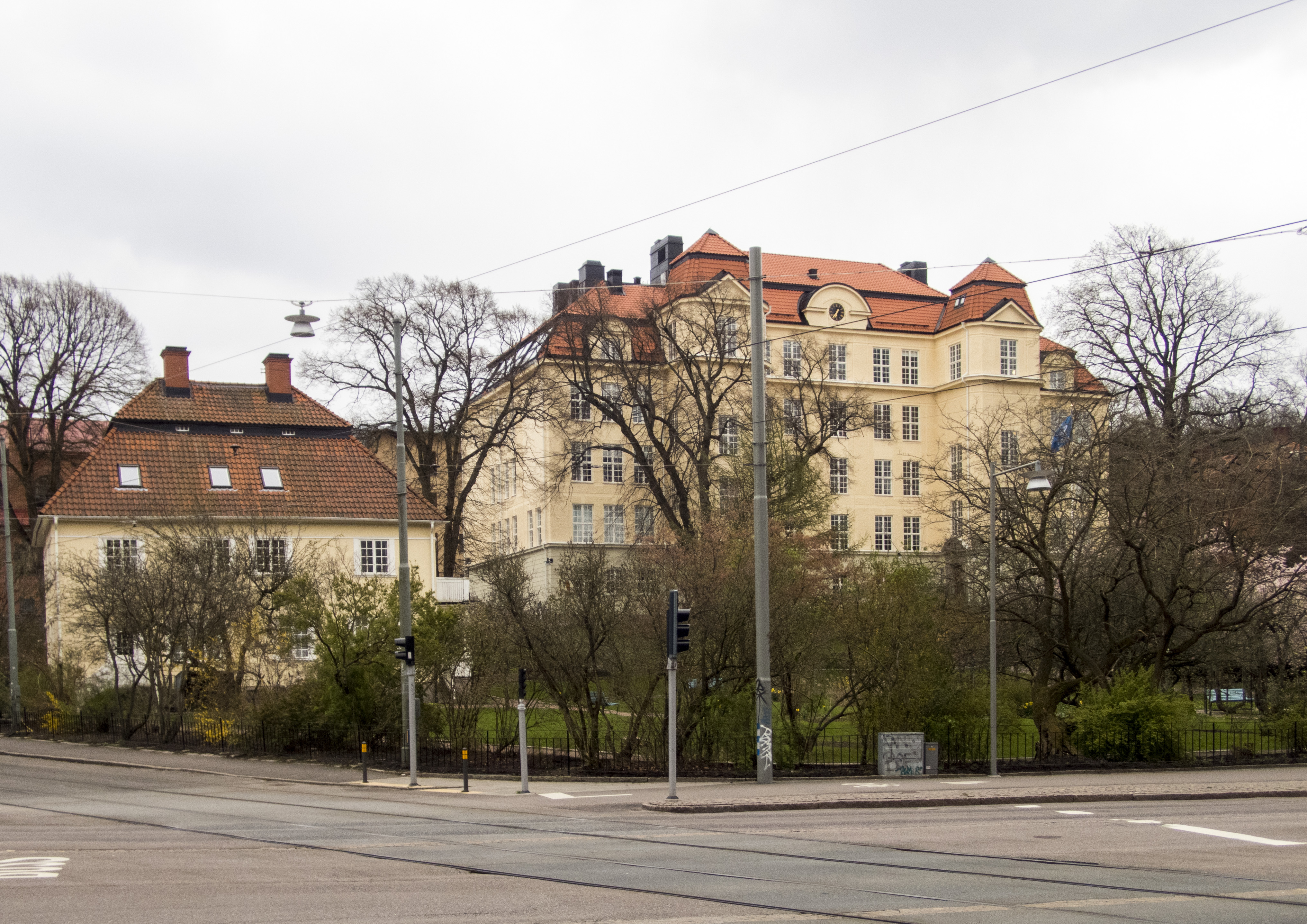
Folkskoleseminariet i Göteborg
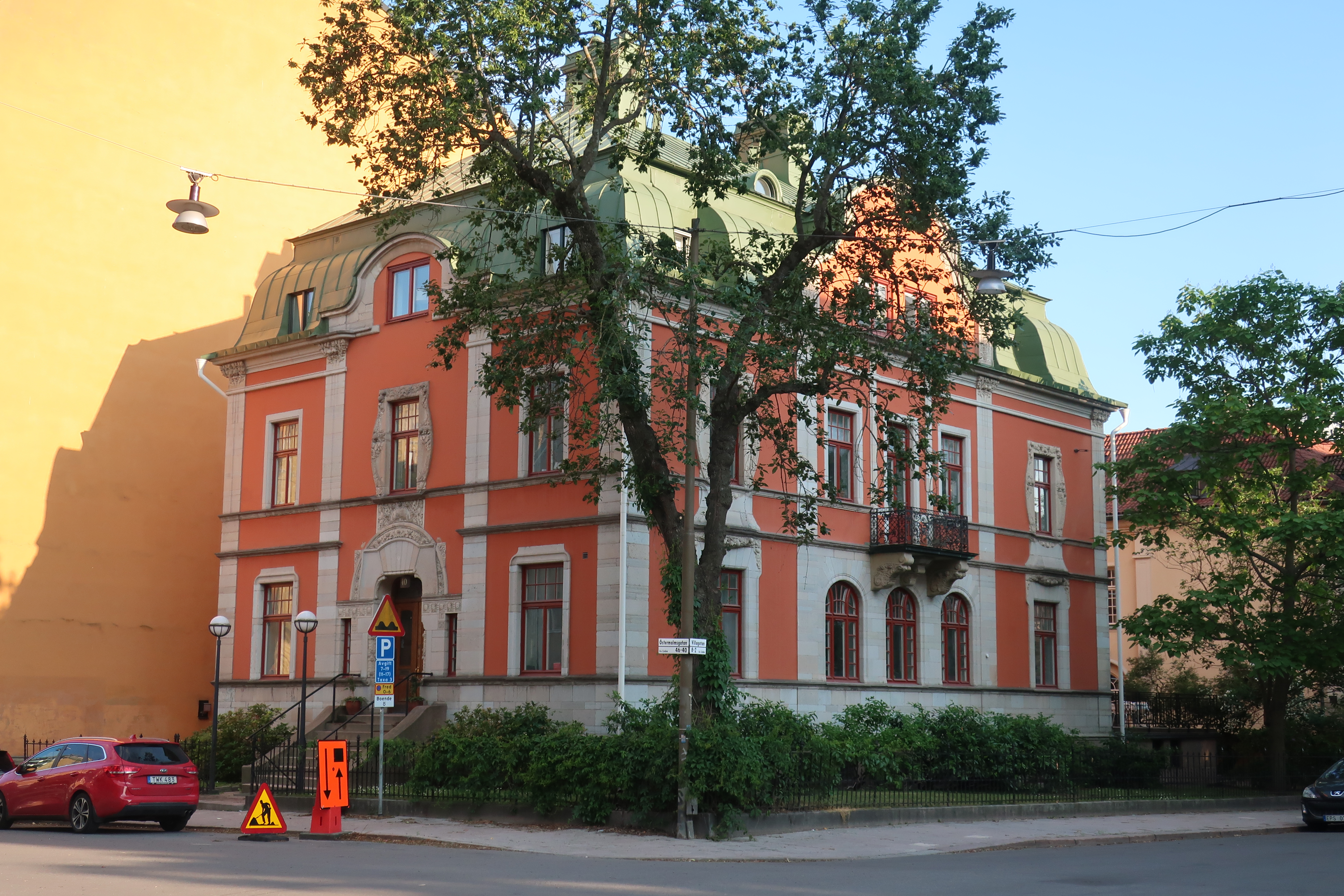
Linden 9, Villagatan 8 / Östermalmsgatan 40, Stockholm